# عاطف عضيبات
عاطف عضيبات (مواليد 1 يوليو 1957 -) أكاديمي وسياسي أردني شغل عدة مناصب قيادية في الحكومة الأردنية أهمها منصب وزير العمل الأردني عام 2012. حاصل على شهادة دكتوراه وثلاث شهادات ماجستير من جامعة كاليفورنيا الجنوبية في الولايات المتحدة وله عدة منشورات علمية.

## المؤهلات العلمية
حاصل على دكتوراه في علم الاجتماع من جامعة كالفورنيا الجنوبية في الولايات المتحدة، عام 1985 كما حصل على ماجستير العلوم السياسية والتربية وعلم الاجتماع عام 1982 من نفس الجامعة، وبكالوريوس تربية البدنية من جامعة القاهرة.

## المناصب
- وزير العمل الأردني 2012[1]
- رئيس المجلس الاعلى للشباب (2006-2009) [1]
- امين عام وزارة التربية والتعليم الارنية (2004-2009)
- الرئيس التفيذي، شركة تطوير معان التنموية (2013-2015)[2]
- عضو مجلس أمناء جائزة محمد بن راشد آل مكتوم للابداع الرياضي، دبي (2008-2016)
- رئيس اللجنة العربية الالومبية العربية، السعودية
- نائب رئيس المكتب التنفيذي لمجلس وزراء الشباب والرياضة العرب، جامعة الدول العربية
- نائب رئيس الصندوق العربي لدعم الحركة الشبابية والرياضية، جامعة الدول العربية
- عميد الدراسات العليا والتدريب ومدير المركز الإقليمي للأمن الإنساني.
- رئيس قسم علم الاجتماع وعميد شؤون الطلبة في جامعة اليرموك.